# 필리프 페탱
앙리 필리프 베노니 오메르 조제프 페탱(프랑스어: Henri Philippe Benoni Omer Joseph Pétain, 1856년 4월 24일 ~ 1951년 7월 23일)은 프랑스의 군인이며, 비시 프랑스의 국가수반으로 알려져 있다. 제1차 세계 대전 때의 무훈으로 한때 프랑스의 국부로 칭송받았지만, 제2차 세계 대전 당시 나치 독일에 협력하여 프랑스인들의 공공의 적으로 지목되어 "종신형"을 선고받았다.

## 생애

### 유년기
필리프 페탱은 1856년 파드칼레주 코시알라투르(Cauch-a-la-Tour)에서 태어났다. 필리프의 아버지는 농부였고, 큰아버지는 가톨릭 신부였다. 필리프 페탱 역시 독실한 로마 가톨릭 교회 신자였다.

### 제1차 세계 대전
1876년 생시르 사관학교에 입대해 많은 시간을 보병 장교로 근무했다.
육군대학 교관을 거쳐 제1차 세계대전에 대령으로 참전, 후에 소장으로 진급되었다.
페탱은 '베르됭의 구원자'로 많이 알려졌다.
1915년, 그는 프랑스 제2군단을 통수하여 베르됭 전투를 시작하였다. 이 전투에서는 프랑스 제3공화국군이 승리하였다.
이 전투에서 그는 "그들은 못 간다!"라는 말을 한 것으로 유명하다.
1918년 11월, 그는 프랑스 제3공화국군 원수로 승진하였다.

### 비시 정부 수반

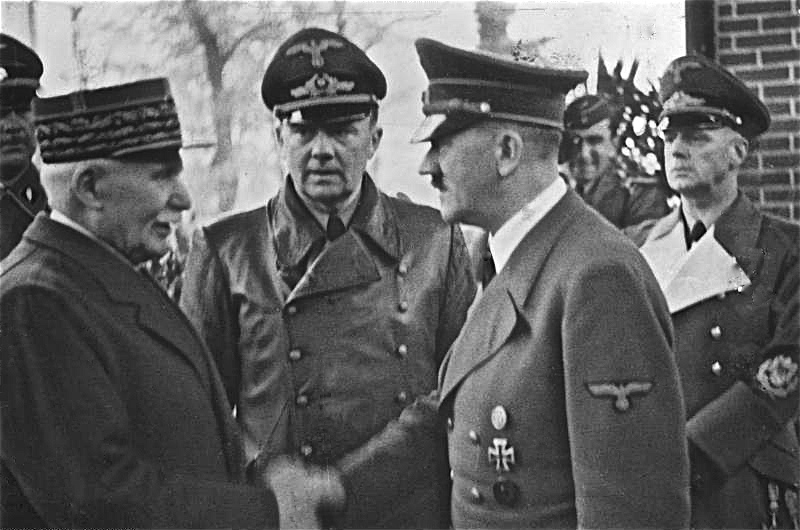
1940년 10월 24일, 히틀러와 만나는 페탱

1차 대전의 영웅으로 군의 요직을 두루 거친 페탱은, 1920~30년대 프랑스의 주요 인물로 부상한다. 제 2차 세계 대전에서 프랑스 제3공화국이 에리히 폰 만슈타인의 지헬슈니트에 의해 무너지자, 주전파인 샤를 드 골 등을 "현실을 직시하지 못한다"며 비판하고 새로운 수반이 되어 독일에 항복하였다. 1940년 6월 22일 독일과의 휴전 협정을 체결하고, 비시 프랑스 수반이 되었다. 이후 비시 정부는 프랑스의 유일한 합법 정부임을 주장하며 나치 독일과 협력했다. 그는 패전의 원인을 나약한 좌파 탓이라고 말하며 이름뿐인 재판을 벌였다. 또한 유대인의 가슴에 별을 다는 법을 금지했다. 히틀러가 프랑스군 포로를 죽이겠다고 협박하자 자신을 먼저 죽이라고 말하여 이를 무마시켰다. 사실상 비시 정부 자체가 마치 종이 인형 같은 바지 사장 정부였으며 실제로는 나치 독일의 조종을 받는 괴뢰정부였다.
그러나 연합군이 횃불 작전으로 프랑스령 북아프리카에 상륙한 직후인 1942년 11월 11일에 나치가 안톤 작전이란 작전 명으로 비시 프랑스가 통치하던 프랑스 남부를 점령하자 모든 권력을 상실했다.(비시 프랑스는 명맥은 유지했으나, 아무것도 할 수 없었다.)
1944년 9월 7일, 페탱과 그의 내각은 독일 남부의 도시인 지그마링엔(Sigmaringen)으로 끌려갔고, 그 곳에서 은퇴했다.

### 종전 후

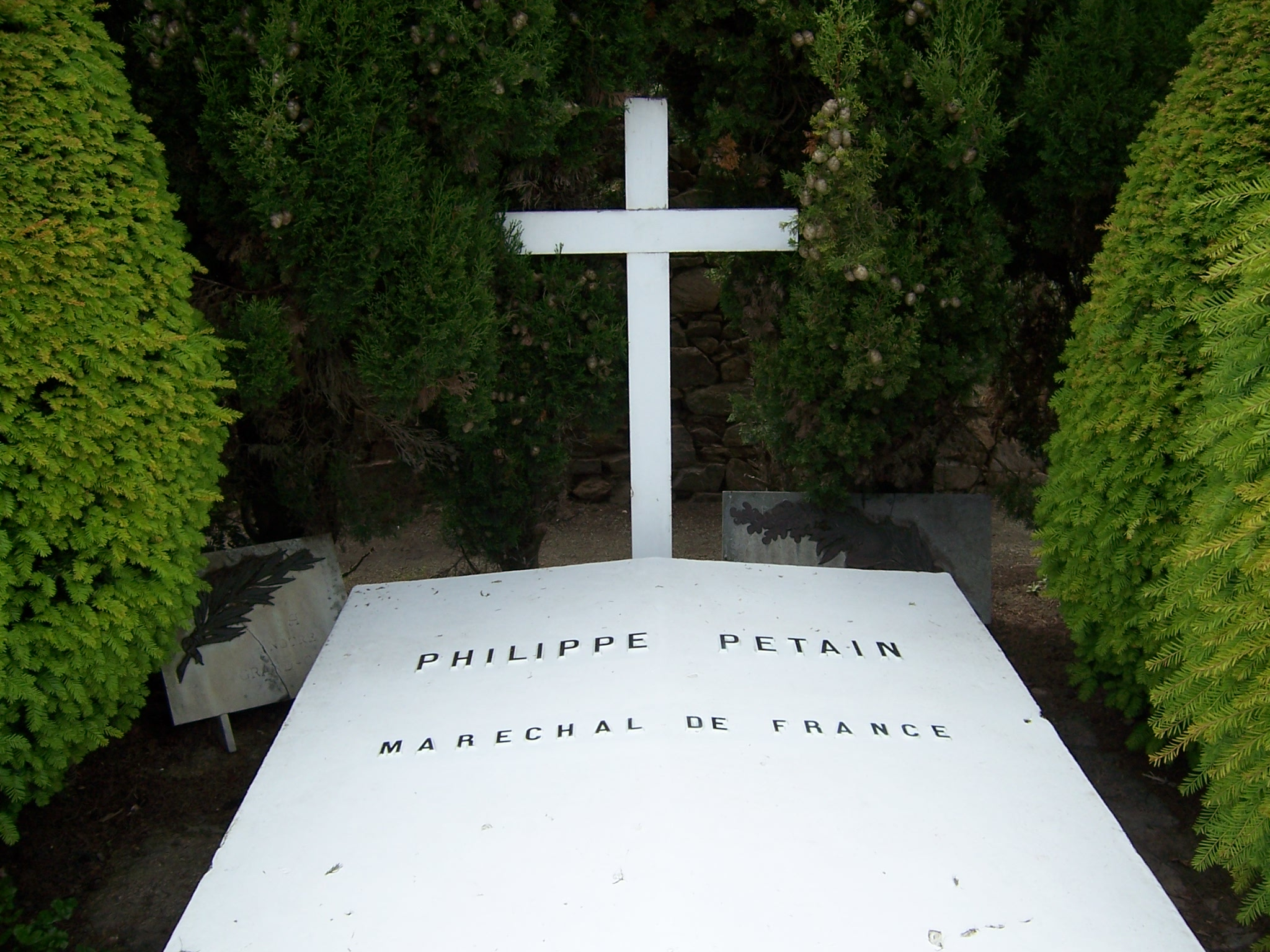
페탱의 묘비

1945년 4월, 지그마링엔에서 프랑스로 돌아온 페탱은 전범으로 체포되어 재판에 회부되었다. 이미 89세의 고령이었던 페텡은 총살형 대신에 종신형을 선고받았다. 페텡은 이후 대서양 연안의 섬에서 수감 생활을 하던 중 사망했고, 그곳에 묻혔다.

## 같이 보기
- 프랑스 공방전
- 비시 프랑스